# Faro de Cabo Cruz
El Faro de Cabo Cruz  o Faro Vargas es un faro tripulado localizado en la extremo meridional del cabo Cruz, en el municipio de Niquero en Cuba. La construcción del faro de 32 metros se inició en 1862, mientras era gobernador civil del departamento Oriental Carlos de Vargas, y se terminó en 1871 durante la época de dominio español sobre Cuba. El faro tiene una altura de 32 metros (105 pies), una altura focal de 34 metros (112 pies) y emite un destello blanco cada 5 segundos.